# Louis Alphonse de Bourbon
Louis Alphonse de Bourbon (hiszp. Luis Alfonso Gonzalo Víctor Manuel Marco de Borbón y Martínez-Bordiú; fr. Louis Alphonse Gonzalve Victor Emmanuel Marc de Bourbon, ur. 25 kwietnia 1974 w Madrycie) – drugi syn Alfonso Jaimego de Borbón i Marii del Carmen Martínez-Bordiú y Franco. Louis jest więc prawnukiem dyktatora Hiszpanii Francisco Franco i króla Hiszpanii Alfonsa XIII. W 1989 r. przyjął tytuł księcia Andegawenii, kiedy ogłosił się głową Domu Burbonów, a także legitymistycznym pretendentem do tronu Francji jako Ludwik XX.

## Życiorys
19 września 1981 roku od swojego ojca, otrzymał tytuł księcia Turenii. W 1982 roku jego rodzice rozwiedli się. Matka Louis Alphonse'a jeszcze dwa razy wychodziła za mąż – książę ma przyrodnią siostrę (Maríę Cynthię Rossi) zrodzoną z drugiego małżeństwa Marii. 7 lutego 1984 roku został ranny w wypadku samochodowym pod Pampeluną w którym to zginął jego starszy brat Francisco de Asís. Od tego momentu Ludwik został dziedzicem pretensji swojego ojca do tronu Francji. 27 września 1984 roku otrzymał tytuł księcia de Bourbon. W 1987 roku dwór hiszpański orzekł, że tytuł księcia Kadyksu nie jest dziedziczny więc nie odziedziczył go po tragicznej śmierci ojca, która nastąpiła 30 stycznia 1989 roku. Wówczas ogłosił się Głową Domu Burbonów (chef de la Maison de Bourbon) oraz królem Francji i Nawarry jako Ludwik XX. Przysługuje mu prawo do predykatu „Jego Królewskiej Wysokości”, które jest uznane zarówno we Francji, jak i Hiszpanii.
Studiował ekonomię i przez wiele lat pracował dla BNP, francuskiego banku w Madrycie. Mieszkał w Hiszpanii, ale często podróżował do Francji, gdzie mieszka jego matka.
W listopadzie 2003 roku ogłoszono jego zaręczyny z Wenezuelką Maríą Margaritą de Vargas y Santaella (ur. 21 października 1983), córką Victora Josego de Vargas e Irausiquin. Ślub odbył się 6 listopada 2004 roku w La Romana na Dominikanie. Na ślubie nie był obecny żaden przedstawiciel hiszpańskiej rodziny królewskiej. Chociaż nie podano żadnego oficjalnego powodu, nie było tajemnicą, że król Juan Carlos I nie popierał pretensji kuzyna do francuskiego tronu. Para od 2005 roku mieszka w Wenezueli, a Ludwik podjął pracę w Banco Occidental de Descuento. Z tego związku para ma czwórkę dzieci:
- Eugénie de Bourbon (w Hiszpanii Eugenia de Borbón y Vargas, ur. 5 marca 2007, w Mount Sinai Medical Center w Miami, na Florydzie), została ochrzczona 2 czerwca 2007 w kaplicy nuncjatury apostolskiej w Paryżu.
- Louis de Bourbon (w Hiszpanii Luis de Borbón y Vargas, ur. 28 maja 2010).
- Alphonse de Bourbon (w Hiszpanii Alfonso de Borbón y Vargas, ur. 28 maja 2010)[1].
- Henri de Bourbon (Enrique de Borbón y Vargas, ur. 1 lutego 2019)

W czerwcu 2006 roku Louis Alphonse odmówił udziału w trzecim ślubie swojej matki (z José Camposem), uzasadniając tę decyzję brakiem akceptacji dla stylu życia matki.